# 空也の滝
空也の滝（くうやのたき）は、京都市右京区清滝月ノ輪町の愛宕山麓にある滝。空也滝（くうやたき）ともいう。落差は15メートルで、チャート（丹波層群）の崖の上から豊富な量の水が流れ落ちる。平安時代中期の僧空也（903年頃 - 972年）が修行したとの伝がある滝である。現在も滝行が行われる修験の地である。

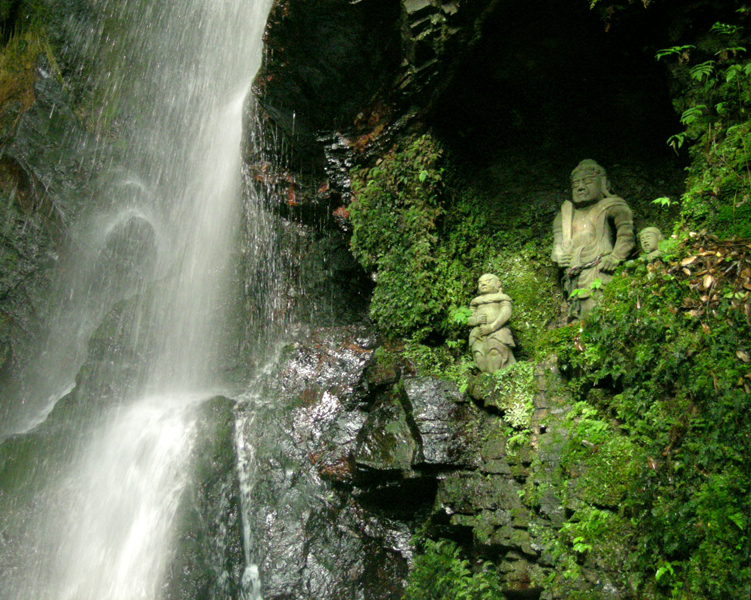
仏像

## アクセス
- 京都バス清滝バス停から徒歩約2.5km
- 愛宕神社参拝路 月輪寺ルートの堂承川・大杉谷川合流地点（空也滝入口）より西へ約0.3km